# Masashi Nishiyama
Masashi Nishiyama –en japonés, 西山将士– (Shimonoseki, 9 de julio de 1985) es un deportista japonés que compitió en judo.
Participó en los Juegos Olímpicos de Londres 2012, obteniendo una medalla de bronce en la categoría de –90 kg. Ganó una medalla de oro en el Campeonato Asiático de Judo de 2009.

## Palmarés internacional
| Juegos Olímpicos    | Juegos Olímpicos      | Juegos Olímpicos  | Juegos Olímpicos |
| Año                 | Lugar                 | Medalla           | Categoría        |
| ------------------- | --------------------- | ----------------- | ---------------- |
| 2012                | Londres (Reino Unido) | Medalla de bronce | –90 kg           |
| Campeonato Asiático |                       |                   |                  |
| Año                 | Lugar                 | Medalla           | Categoría        |
| 2009                | Taipéi (Taiwán)       | Medalla de oro    | –90 kg           |